# Osthyvel

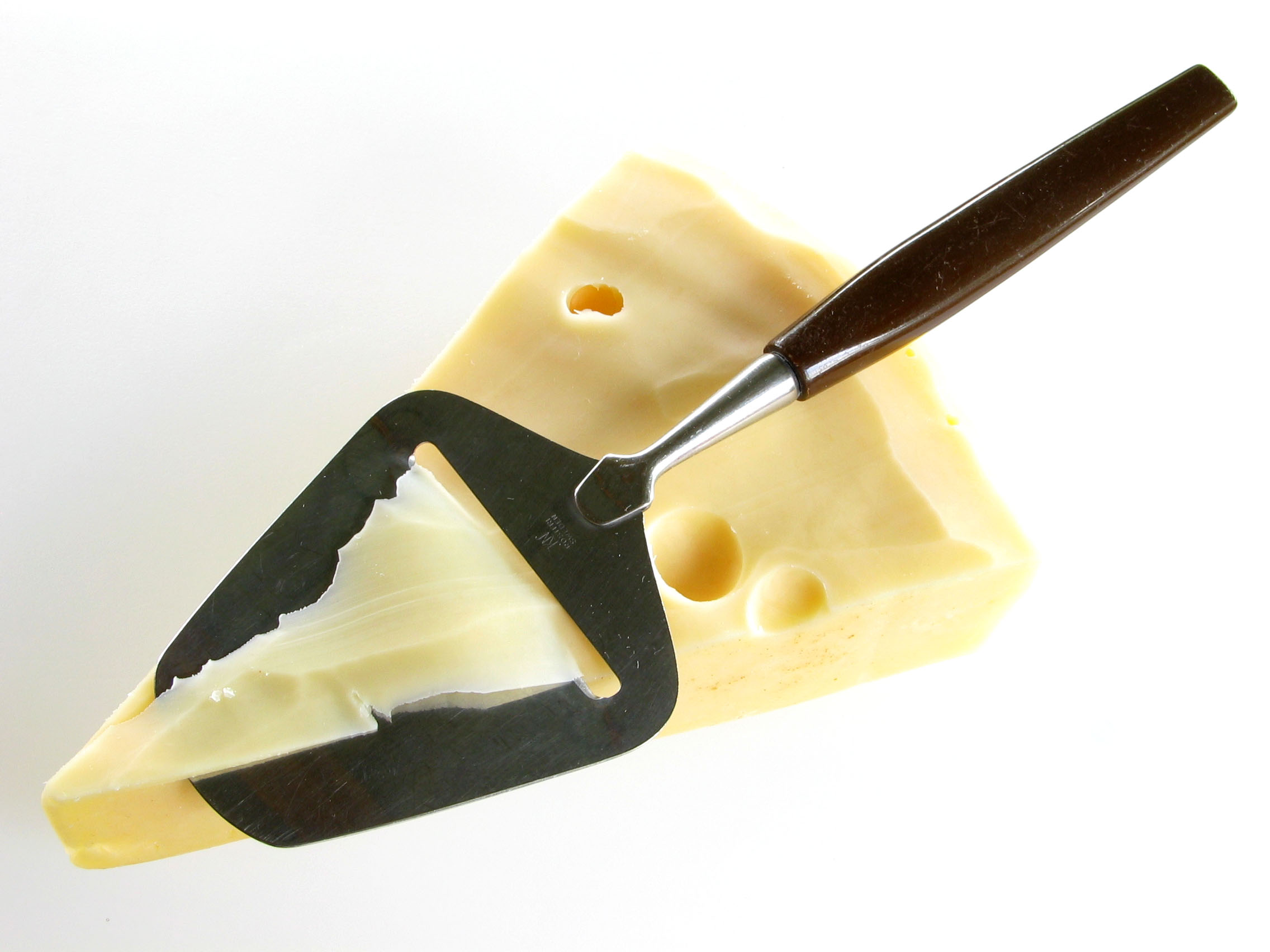
Ost med osthyvel.

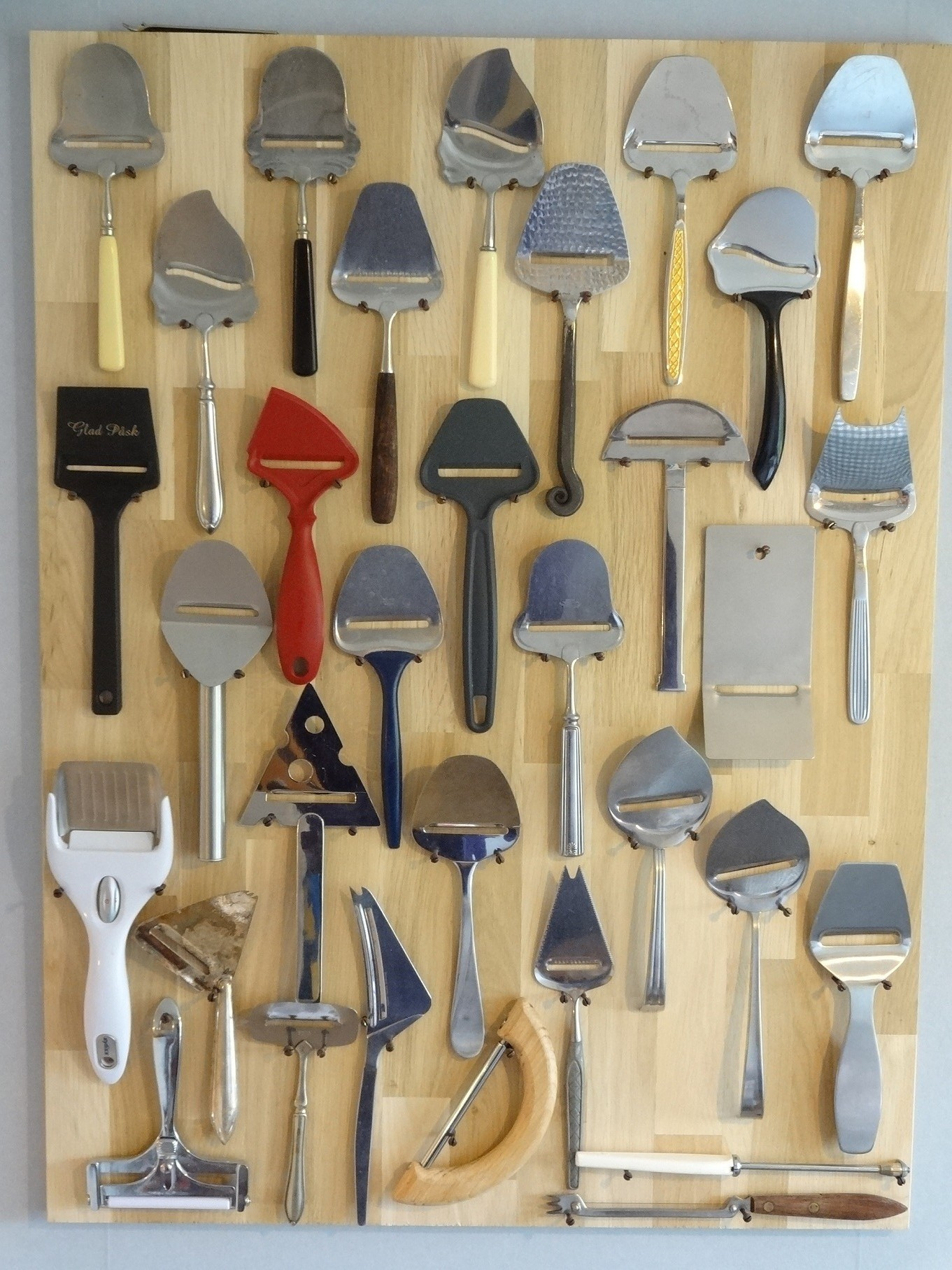
En representativ samling osthyvlar. Högst upp till vänster en hyvel med Bjørklunds ursprungliga patentnummer.

Osthyvel är ett hushållsredskap som används för att hyvla tunna skivor av hårdost.
Den påminner i ett vanligt utförande något om en stekspade och i främre delen, som ofta är av rostfritt stål, finns en vass skåra där den tunna skivan förs ut och lägger sig på spaden, då man pressar och drar redskapet mot osten. Ostskivans tjocklek kan anpassas genom att man böjer upp bladet något. Det finns även osthyvlar utan den spadliknande delen, som är lämpliga för lite krämigare ostar, som annars fastnar på bladet. Det finns också ostskärare där en pianotråd är spänd utefter ett stålskaft.
Osthyveln är vanlig i nordiska hushåll. Den är däremot inte så vanlig utanför Norden; där brukar ostar skäras med hjälp av kniv, eller säljas färdigskurna. I Sverige äts 13 kilogram hårdost per person och år (2006). En stor andel av detta portioneras ut med osthyvel. En osthyvel kan även användas till att hyvla till exempel gurkskivor.

## Historik
Osthyveln uppfanns 1925 av den norska möbelsnickaren Thor Bjørklund. Han grundade företaget Bjørklund & Sønner som sedan dess tillverkar den ursprungliga modellen i Lillehammer. Förutom osthyveln försökte han även sälja en smörhyvel byggd på samma princip. Denna idé lades dock ner efter första produktionen. Företaget gick i konkurs i september 2009, men ett annat företag tog över några månader senare och säger sig fortsätta med tillverkningen.